# Chrysopa margaritina
Chrysopa margaritina is een insect uit de familie van de gaasvliegen (Chrysopidae), die tot de orde netvleugeligen (Neuroptera) behoort. 
Chrysopa margaritina is voor het eerst wetenschappelijk beschreven door Palisot de Beauvois in 1807.